# هلنای مشت‌زن
هلنای مشت‌زن (به انگلیسی: Boxing Helena) فیلمی ۱۰۷ دقیقه‌ای به کارگردانی جنیفر لینچ با بازی شریلین فن است.